# Suhosin
Suhosin (кор. 수호신 — «ангел-хранитель») — патч для PHP с открытым исходным кодом, выпущенный под лицензией PHP, предназначенный для повышения защиты сервера от действий злоумышленника.
Включён по умолчанию в состав PHP в некоторых дистрибутивах Linux (например Debian, Ubuntu и Mint), а также в Mac OS X Server.
Используется на серверах проекта One Laptop Per Child, домашней странице Ubuntu и Википедии.
Также в репозитории Ubuntu имеется пакет php5-suhosin, позволяющий включить дополнительные возможности, помимо базовых, которые у Ubuntu уже имеются в php5 и php5-fpm.